# Super Mario Party Jamboree
Super Mario Party Jamboree ist ein Party-Videospiel von Nintendo für die Nintendo Switch. Es ist der dreizehnte Teil der Mario-Party-Reihe (für Heimkonsolen), der zwölfte der Hauptserie und der dritte für die Nintendo Switch, nach Super Mario Party (2018) und Mario Party Superstars (2021). Das Spiel wurde weltweit am 17. Oktober 2024 veröffentlicht. Am 2. April 2025 wurde eine speziell für die Nintendo Switch 2 entwickelte Version des Spiels angekündigt, welche am 24. Juli 2025 erschien und neben einigen Leistungsverbesserungen auch einige neue Spiele bietet.

## Entwicklung
Super Mario Party Jamboree wurde während der Nintendo-Direct-Präsentation am 18. Juni 2024 angekündigt. 110 Minispiele, sieben Spielbretter (darunter Marios Regenbogenschloss und das Westernland, die zuvor in Mario Party bzw. Mario Party 2 erschienen waren) und ein Online-„Koopathlon“-Modus für 20 Spieler wurden angekündigt.

## Rezeption
Super Mario Party Jamboree erhielt überwiegend gute Bewertungen. Die Rezensionsdatenbank Metacritic aggregiert 69 Rezensionen zu einem Mittelwert von 82/100 Punkten.